# Beagle 2
Beagle 2 è un lander britannico per l'esplorazione di Marte, parte della missione del 2003 dell'Agenzia Spaziale Europea Mars Express, che avrebbe dovuto atterrare sul pianeta e trasmettere informazioni sulla Terra. Se n'era persa ogni traccia fino al 16 gennaio 2015, data in cui l'Agenzia Spaziale Europea ha comunicato il ritrovamento del lander inattivo.

## Origine
Beagle 2 è stato ideato da un gruppo di accademici inglesi, capeggiati dal professor Colin Pillinger dell'Open University, in collaborazione con l'Università di Leicester. Il suo scopo doveva essere quello di cercare tracce di vita sul pianeta rosso ed il suo nome riflette questo fine, come ha spiegato il professor Pillinger:
Il sito d'atterraggio del lander fu scelto alle coordinate marziane 10,6° N 270° O nell'Isidis Planitia, un largo e basso bacino sedimentario che si trova tra le antiche zone montagnose e le pianure del nord.
Ci si aspettava che Beagle 2 funzionasse per circa 180 giorni e che fosse possibile prolungare la missione per più di un anno marziano (687 giorni terrestri).
Gli obiettivi del lander erano di determinare configurazione geologica, mineralogica, geochimica e lo stato di ossidazione del sito di atterraggio e le proprietà fisiche dell'atmosfera, raccogliere dati sulla meteorologia e sulla climatologia marziana e cercare tracce di forme di vita.
Pillinger costituì un consorzio per progettare e realizzare il Beagle 2. I principali membri e le relative responsabilità erano:
- Open University: comando del consorzio ed esperimenti scientifici;
- Università di Leicester: direzione del progetto e della missione, operazioni di volo, gestione dell'apparecchio ed esperimenti scientifici;
- Astrium: principale socio industriale;
- Martin-Baker Aircraft: rientro, discesa e software di atterraggio;
- LogicaCMG: viaggio, rientro, discesa e software di atterraggio;
- SciSys: segmento terrestre e software del lander;
- Università di Aberystwyth: braccio robotico.

Nel 2000, quando iniziò la prima fase dello sviluppo, Astrium ottenne più responsabilità nella gestione del programma e l'Università di Leicester assunse la responsabilità per la gestione della missione, che includeva la preparazione per le operazioni post lancio ed il centro di controllo delle operazioni.
Collaborò al progetto anche l'Agenzia Spaziale Europea, sebbene il Beagle 2 non facesse parte del Programma Aurora per l'esplorazione di Marte.
In un'opera per pubblicizzare il progetto e guadagnare un supporto finanziario, i designer hanno richiesto e ottenuto l'adesione e la partecipazione degli artisti inglesi. Il segnale di arrivo della missione, cioè la canzone che avrebbe dovuto inviare il lander sulla Terra per confermare l'avvenuto atterraggio, fu composto dal gruppo inglese Blur e la test card, la targa studiata per calibrare le fotocamere e gli spettrometri del Beagle 2 dopo l'atterraggio, venne dipinta da Damien Hirst.
Il Centro di Controllo delle Operazioni del Lander (LOCC, Lander Operations Control Centre) si trovava al Centro Spaziale Nazionale di Leicester, da dove il veicolo spaziale era controllato ed era visibile al pubblico che visitava il centro. Il centro di controllo comprendeva i sistemi operazionali per la direzione del Beagle 2, gli strumenti di analisi per l'elaborazione della telemetria scientifica e delle manovre, gli strumenti virtuali per la preparazione delle sequenze di attività, i sistemi di comunicazione ed il GTM (Ground Test Model, modello per test terrestre). Il GTM era costituito da varie copie dei sistemi del Beagle 2, collegati insieme per formare l'insieme completo dell'elettronica del lander. Il GTM era usato quasi sempre per testare i comandi scientifici e di movimento, per provare la sequenza di atterraggio e per controllare il software di bordo.

## Lander

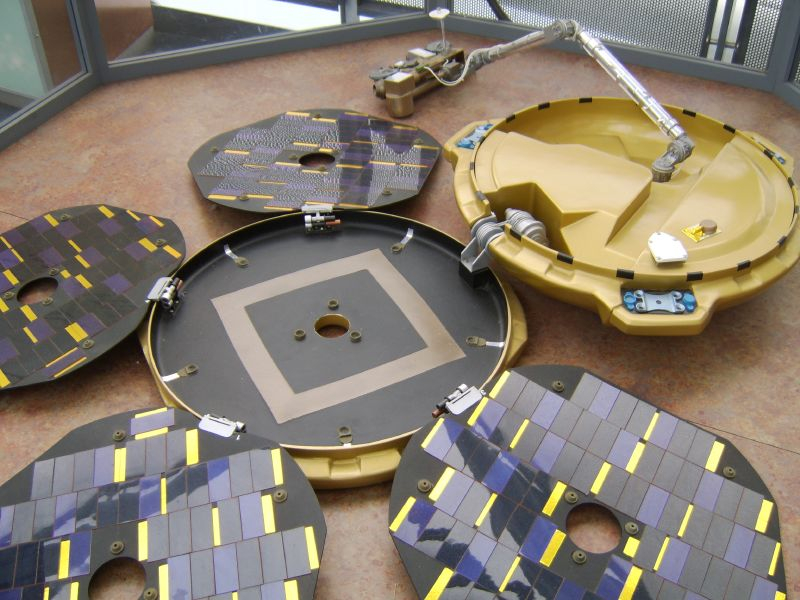
Il Beagle 2 era visibile al pubblico al centro spaziale di Leicester.

Il Beagle 2 aveva un braccio robotico conosciuto come PAW (Payload Adjustable Workbench, banco di lavoro a carico variabile), progettato per estendersi dopo l'atterraggio. Del PAW faceva parte l'ARM (Anthropomorphic Robotic Manipulator, manipolatore robotico antropomorfo), nel quale alloggiavano un paio di macchine fotografiche stereoscopiche, un microscopio con una risoluzione di 6 μm, uno spettrometro Mössbauer, uno spettrometro per raggi X, una sonda perforatrice per raccogliere campioni di roccia, una lampada e l'ESS (Environmental Surface Suite, insieme ambientale di superficie), che comprendeva un manometro, un termometro ed un apparecchio per misurare la velocità e la direzione del vento. Il cosiddetto Rock Corer/Grinder poteva raccogliere un carotaggio da qualsiasi roccia che fosse alla portata del braccio robotico. I campioni di roccia sarebbero stati passati dal PAW in uno spettrometro di massa ed in un gascromatografo nel corpo del lander - il GAP (Gas Analysis Package, modulo di analisi a gas), per misurare le quantità relative dei differenti isotopi del carbonio. Poiché il carbonio è ritenuto la base della vita, queste indicazioni avrebbero potuto rivelare se i campioni contenevano resti di organismi viventi.
In più il Beagle 2 era equipaggiato con una piccola “talpa” meccanica chiamata PLUTO (Planetary Undersurface Tool, attrezzo per il sottosuolo planetario) che si sarebbe spiegato con il braccio robotico. PLUTO aveva un meccanismo a salto progettato che gli consentiva di muoversi da un capo all'altro della superficie - spostandosi di circa 1 cm ogni 5 secondi - e di traforare il suolo per raccogliere un campione di sottosuolo in una cavità nella sua punta. La talpa era attaccata al lander da un cavo di alimentazione, che poteva essere usato come un verricello per riportare il campione sul lander.
Il Beagle 2 aveva la forma di un vaso poco profondo, con un diametro di 1 m ed una profondità di 25 cm. La copertura del lander era munita di cardini e fatta in modo che si aprisse una volta atterrata. Al suo interno c'era un'antenna UHF, il braccio robotico lungo 75 cm e l'equipaggiamento scientifico. Il corpo principale conteneva anche la batteria, il processore centrale per le telecomunicazioni e l'elettronica, i riscaldatori ed altri strumenti (i sensori di radiazioni e di ossidazione). La copertura si apriva per esporre quattro moduli fotovoltaici discoidali.
L'intero lander aveva una massa di 69 kg al lancio, ma al momento dell'impatto con il terreno doveva pesare solo 33,2 kg.
La batteria era in grado di fornire abbastanza energia per tenere accesa una lampadina da 60 W per circa 2 ore e mezza, dopodiché essa doveva essere ricaricata con i quattro pannelli solari.
Le trasmissioni del Beagle 2 avrebbero dovuto usare la frequenza di 401,56 MHz per comunicare verso le sonde Mars Odyssey e Mars Express, mentre la frequenza sarebbe stata di 437,1 MHz quando le sonde comunicavano verso il lander. Per entrambe sarebbe stata utilizzata l'antenna UHF.
Il software di terra derivava dal kernel dell'Agenzia Spaziale Europea SCOS-2000. Per mantenere basse le spese della missione, il software di controllo fu il primo del suo genere sviluppato su un computer portatile.
Nella tabella seguente è riportato il peso di ogni sistema del Beagle 2.
| Sistema                                                             | Peso      |
| ------------------------------------------------------------------- | --------- |
| Esperimenti scientifici                                             |           |
| GAP ed elettronica                                                  | 5,740 kg  |
| PAW                                                                 | 2,750 kg  |
| BEEST                                                               | 0,250 kg  |
| ESS                                                                 | 0,156 kg  |
| Totale                                                              | 8,896 kg  |
| Lander                                                              |           |
| Struttura                                                           | 11,972 kg |
| Pannelli solari                                                     | 3,210 kg  |
| ARM                                                                 | 2,110 kg  |
| Apparato radio                                                      | 0,650 kg  |
| Batteria                                                            | 2,650 kg  |
| Computer                                                            | 3,020 kg  |
| Altro (cavi ecc.)                                                   | 0,692 kg  |
| Totale                                                              | 24,284 kg |
| Totale lander all'arrivo (dopo aver perso i sistemi per il rientro) | 33,180 kg |
| Sistemi per il rientro                                              |           |
| Scudo termico ed aeroshell                                          | 17,810 kg |
| Paracadute                                                          | 3,260 kg  |
| Airbag e gassogeno                                                  | 14,590 kg |
| Totale                                                              | 35,660 kg |
| Totale lander alla partenza                                         | 68,840 kg |

## Descrizione della missione

Il Beagle 2 è arrivato nell'orbita marziana attaccato alla sonda Mars Express. (Foto: ESA)

Il Mars Express fu lanciato dal Cosmodromo di Bajkonur alle 17:45 UTC (19:45 CEST) del 2 giugno 2003. Il numero di catalogazione del lancio era 2003-022C. Ciò significa che era il terzo componente del 22º lancio dell'anno 2003. Il Beagle 2 era un lander marziano in origine montato sul Mars Express.
Fu sganciato dalla sonda con un dispositivo pirotecnico che, rilasciando lentamente una molla carica, spinse il lander lontano dal Mars Express con una traiettoria balistica il 19 dicembre 2003 alle 8:31 UTC e continuò a sorvolare Marte per sei giorni prima di entrare nell'atmosfera del pianeta, con una velocità superiore ai 20.000 km/h, la mattina del 25 dicembre. Era protetto dall'altissimo calore del rientro da uno scudo termico rivestito di NORCOAT, un materiale ablativo prodotto da EADS.
È stato stimato che la compressione causata dall'atmosfera marziana e la radiazione prodotta dai gas molto caldi abbiano prodotto un picco di calore di 100 W/cm², paragonabile al calore sperimentato dal Mars Pathfinder.
Dopo la decelerazione nell'atmosfera marziana avrebbero dovuto aprirsi i paracadute ed a circa 1 km dalla superficie grossi airbag avrebbero dovuto gonfiarsi attorno al lander proteggendolo nell'impatto con la superficie. L'atterraggio era previsto per le 2:45 UTC (3:45 CET) il 25 dicembre 2003 nell'Isidis Planitia. Dopo l'atterraggio gli airbag avrebbero dovuto sgonfiarsi e la parte superiore del lander si sarebbe dovuta aprire; quindi si sarebbero dovuti dispiegare i quattro pannelli solari, per cominciare immediatamente la ricarica delle batterie. Il Beagle 2 avrebbe dovuto poi mandare un segnale alla Mars Express dopo l'atterraggio ed un altro la mattina seguente, per confermare di essere sopravvissuto alla discesa ed alla prima notte marziana. Subito dopo avrebbe dovuto scattare un'immagine panoramica del sito di atterraggio con una macchina fotografica stereoscopica ed uno specchio; dopodiché il braccio robotico sarebbe stato rilasciato. Il braccio avrebbe dovuto scavare dei campioni di terreno che sarebbero poi stati depositati in diversi strumenti perché fossero studiati e la “talpa” avrebbe dovuto essere attivata, strisciare lungo la superficie fino ad una distanza di circa 3 m dal lander e scavare sotto le rocce per raccogliere campioni di suolo per le analisi.
Il governo del Regno Unito spese più di 22 milioni di £ (40 milioni di $, 25 milioni di €) nel Beagle 2, che, sommati ai rimanenti 22 milioni stanziati da privati, hanno portato il budget della missione a più di 44 milioni di £ (80 milioni di $, 50 milioni di €).

## Avanzamento della missione

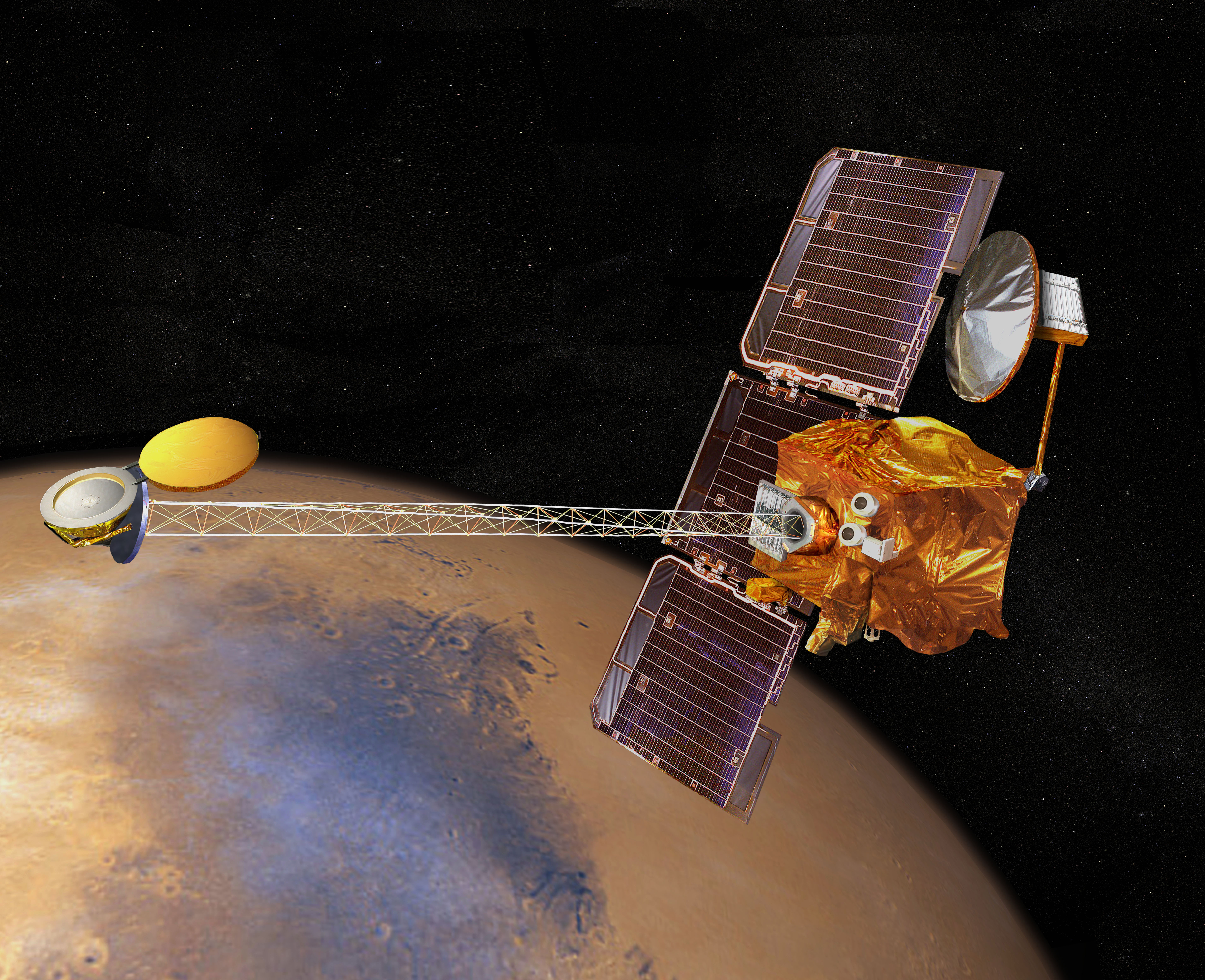
Il Beagle 2 avrebbe dovuto contattare la sonda Mars Odyssey il giorno di Natale del 2003.

Sebbene il Beagle 2 si sia separato con successo dalla “nave madre” Mars Express, la conferma del successo dell'atterraggio non è mai avvenuta.
La conferma sarebbe dovuta giungere il 25 dicembre 2003, quando il lander avrebbe dovuto contattare la sonda della NASA Mars Odyssey che si trovava già in orbita. Nei giorni seguenti il telescopio Lovell dell'osservatorio Jodrell Bank non riuscì a captare alcun segnale dal Beagle 2. La squadra disse che erano “tranquilli e fiduciosi” di riuscire ad ottenere un segnale di ritorno.
Numerosi tentativi di contattare il Beagle 2 attraverso la Mars Express furono effettuati nel gennaio e nel febbraio 2004.
Il primo tentativo, fatto il 7 gennaio 2004, fallì, così come fallirono i successivi ripetuti tentativi di chiamata. Un po' di speranza era riposta in quello del 12 gennaio, quando la sonda Mars Express sarebbe passata proprio sopra alla zona del previsto atterraggio, ed in quello del 2 febbraio, quando il lander avrebbe dovuto ricorrere all'ultima impostazione di comunicazione di cui aveva fatto un back-up: trasmissione automatica. Tuttavia nessuna comunicazione fu stabilita con il Beagle 2.
Il 6 febbraio 2004 il consiglio di amministrazione del Beagle 2 dichiarò definitivamente perduto il lander e l'11 febbraio l'ESA annunciò un'inchiesta volta a scoprire le cause del fallimento della missione.
I fallimenti nelle missioni marziane non sono infrequenti. Fino al 2006, su 37 tentativi di giungere sulla superficie del pianeta, solo 18 hanno avuto successo.

## Richiesta di una relazione da parte di ESA e Regno Unito
Nel maggio 2004, il rapporto della Commissione d'Inchiesta sul Beagle 2 fu sottoposto all'ESA ed al Ministro della Scienza britannico, Lord Sainsbury. Inizialmente il rapporto completo non fu pubblicato, essendo riservato, ma una lista di 19 raccomandazioni fu resa disponibile al pubblico. Il professor David Southwood, direttore scientifico dell'ESA, fornì i possibili motivi del fallimento del lander:
- il Beagle 2 può essere entrato in un'atmosfera che non era come si aspettavano gli scienziati e potrebbe essere bruciato. Potrebbe anche essere rimbalzato fuori dall'atmosfera ed essere finito nello spazio. La quantità di polvere in atmosfera è assai mutevole e determina la sua densità e la sua temperatura;
- il paracadute o gli airbag del lander possono non essersi aperti od essersi aperti al momento sbagliato;
- il paracadute può essere rimasto impigliato nei gusci protettivi del Beagle 2;
- il lander può non riuscire ad aprirsi perché avvolto nel paracadute o nei suoi airbag.

Il ritrovamento del lander il 16 gennaio nel 2015 in immagini scattate dall'orbita dalla sonda HiRISE ha smentito tutte queste ipotesi, in quanto il lander, nonostante la scarsa risoluzione delle immagini, appare intatto e i pannelli solari parzialmente dispiegati, segno che l'atterraggio è riuscito senza danneggiamento grave della sonda, che però pare aver smesso di funzionare qualche minuto dopo l'atterraggio: il mancato dispiegamento totale dei pannelli avrebbe impedito che venisse scoperta l'antenna montata sotto di essi, impedendo così alla sonda di inviare telemetrie indicanti il suo stato e di ricevere comandi da terra, causando la perdita della missione.
Alla squadra che aveva realizzato il Beagle 2 venne imputata la colpa di aver considerato il lander solamente come uno strumento della sonda Mars Express, mentre il direttore generale dell'ESA Jean-Jacques Dordain sosteneva che «Beagle 2 avrebbe dovuto essere gestita come una navicella spaziale complessa e innovativa da parte di un'organizzazione con molta esperienza e questo andava oltre le capacità di un gruppo universitario».
Nel febbraio 2005 dopo una discussione del comitato scelto in scienza e tecnologia della Camera dei comuni, il rapporto fu reso pubblico e l'Università di Leicester pubblicò un rapporto dettagliato indipendente sulla missione che include le possibili cause del fallimento ed un opuscolo “lezione imparata”.

## Ricerca del luogo dello schianto

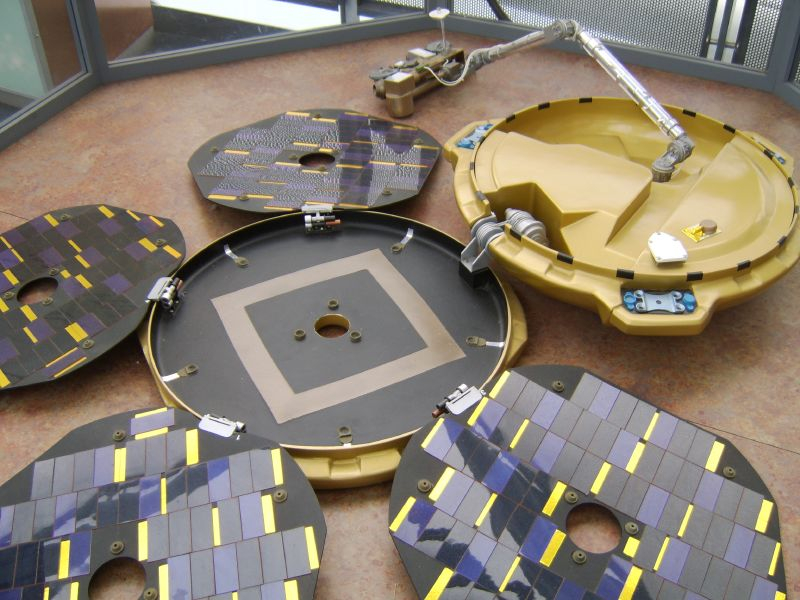
Beagle 2 dispiegata; il rettangolo al centro è l'antenna UHF, attualmente coperta da almeno un pannello che non si è aperto, e quindi non utilizzabile

Il 20 dicembre 2005 il professor Pillinger pubblicò delle immagini, ottenute con un procedimento particolare, dalla Mars Global Surveyor che facevano credere che il Beagle 2 fosse finito in un cratere presso il luogo di atterraggio nell'Isidis Planitia. Si pensò che le confuse immagini mostrassero il sito del primo impatto come chiazze scure e a poca distanza il lander circondato dagli airbag sgonfi e con i pannelli solari spiegati. Tuttavia, la fotocamera HiRISE del Mars Reconnaissance Orbiter osservò l'area nel febbraio 2007 e il cratere risultò vuoto.

### Il ritrovamento
Il 16 gennaio 2015, dopo 11 anni di ricerche, l'ESA ha finalmente comunicato il ritrovamento del lander Beagle 2: i suoi resti sono stati scoperti nelle immagini riprese da HiRISE, la telecamera ad alta definizione ospitata a bordo del Mars Reconnaissance Orbiter della NASA.
Le immagini mostrano che Beagle 2 non è riuscito ad aprire tutti i suoi petali dopo l'atterraggio, con solo due o tre dei suoi quattro pannelli solari in grado di ricevere la luce del Sole. La mancata apertura probabilmente ha oscurato l'antenna, impedendo al lander di comunicare i suoi dati o di ricevere comandi dalla Terra. Il problema non può essere risolto a distanza e quindi Beagle-2 rimarrà inattivo.
La posizione finale del lander è 11°31′35.4″N 90°25′46.2″E.
Nessuno dei rover attualmente presenti su Marte è in grado di raggiungere il luogo in tempi ragionevoli: i rover marziani si muovono a una velocità media di alcuni centimetri al secondo, e il rover più vicino si trova ad alcune migliaia di chilometri di distanza, come si può vedere nella seguente mappa delle missioni sul Pianeta rosso:

## Successione
Nel 2004 Colin Pillinger ha annunciato il progetto del lancio di una nuova sonda più perfezionata, chiamata Beagle 2: Evolution.
Nel 2007 il Lyndon B. Johnson Space Center e Colin Pillinger hanno annunciato che è in progetto di lanciare la nuova e più moderna versione del Beagle 2 insieme ad una sonda lunare. La missione è stata successivamente annullata. Il lancio sarebbe dovuto avvenire nel 2009.

## Beagle 2 nella fantascienza e nella cultura di massa

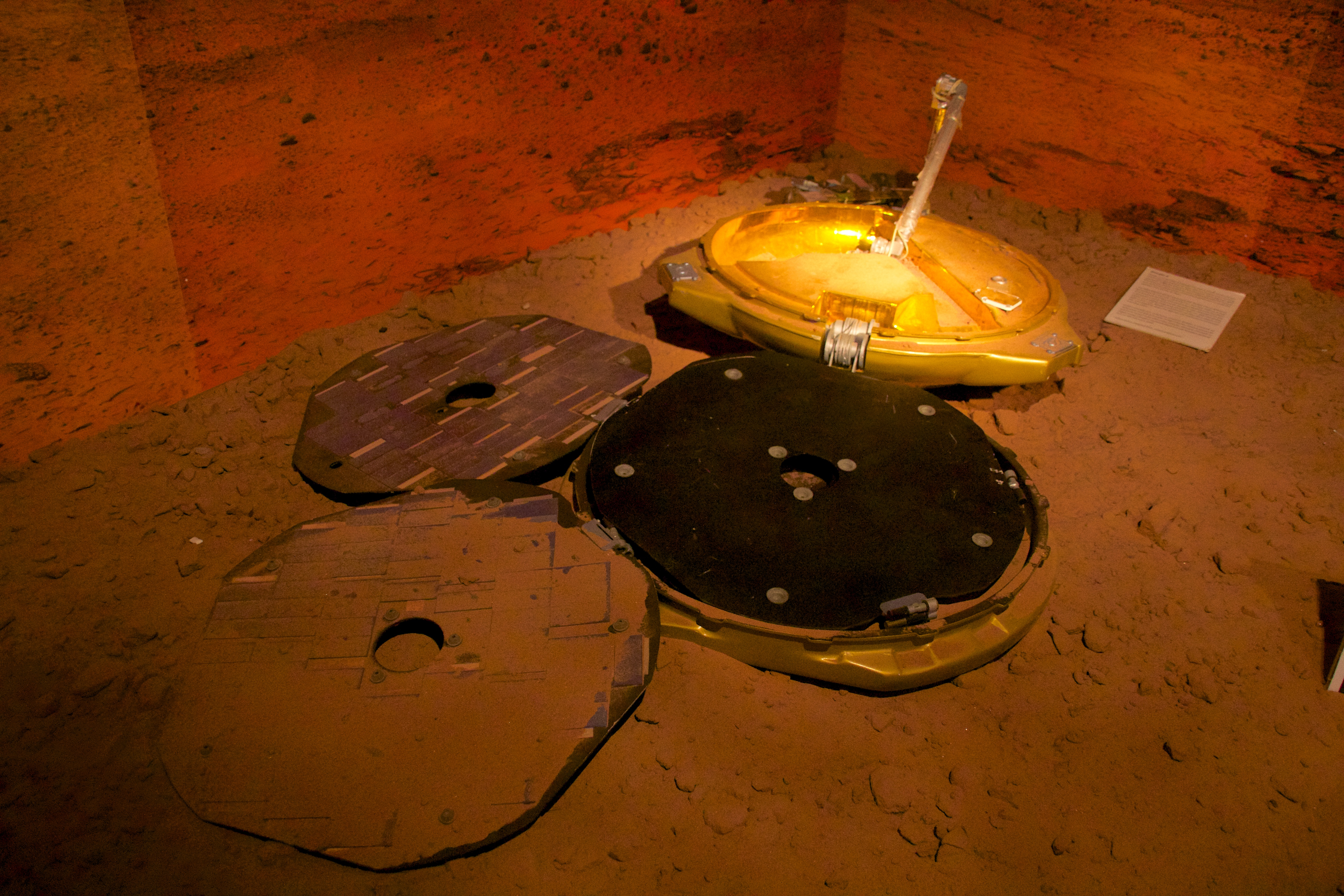
Modello del Beagle 2 nelle condizioni in cui si troverebbe su Marte

Il Beagle 2 compare nel film del 2007 Transformers, dove è rappresentato come un rover della NASA. Il fallimento della missione è causato dalla distruzione del rover ad opera di un Decepticon. Da quanto viene riferito, Beagle 2 prima di venire distrutto ha funzionato per 13 secondi ed è riuscito a catturare un'immagine della creatura aliena; l'incidente è tenuto segreto al pubblico. Beagle 2 è rappresentato nel film come un rover con ruote, invece che come una sonda stazionaria. Il regista Michael Bay ha detto di aver sempre cercato di inserire l'incidente in uno dei suoi film. L'incidente del Beagle 2 appare anche in Assassin's Creed: Project Legacy, in cui Vanessa, una scienziata, cattura il segnale del Beagle, e lo devia per conto di un certo Robert Getas, che in seguito la uccide.
Nel romanzo L'occhio del sole di Arthur C. Clarke e Stephen Baxter un rover marziano è chiamato Beagle 2.
L'insuccesso della missione ha dato lo spunto al comico Natalino Balasso di ribattezzare la sonda come robottino europeo Incapacity nelle gag per la trasmissione tv Mai dire Gol.